# Zespół Szkół Zawodowych nr 2 im. Franciszka Żwirki i Stanisława Wigury w Białej Podlaskiej
Zespół Szkół Zawodowych nr 2 im. Franciszka Żwirki i Stanisława Wigury w Białej Podlaskiej – zespół szkół, obejmujący Technikum nr 2, Szkołę Branżową I stopnia nr 2 i IV Liceum Ogólnokształcące dla Dorosłych. Mieści się w Białej Podlaskiej, przy ul. Brzeskiej 71.

## Historia
W 1924 roku z inicjatywy Kazimierza Nowatarskiego i Władysława Idziaszczyka, powstała Publiczna Zawodowa Szkoła Dokształcająca Polskiej Macierzy Szkolnej, związana z Podlaską Wytwórnią Samolotów. Szkoła ta zakończyła działalność w 1939 roku z powodu wybuchu II wojny światowej.
W 1944 roku rozpoczęła działalność Publiczna Średnia Szkoła Zawodowa, która początkowo mieściła się w drewnianym budynku przy ul. Janowskiej. W 1949 roku szkoła otrzymała budynek tzw. „Czerwone koszary” przy ulicy Stalingradzkiej (obecnie Brzeska).
W 1951 roku zmieniono nazwę szkoły na Państwową Zasadniczą Szkołę Zawodową Metalowo-Elektryczną CUSZ, a w 1956 roku na 'Zasadniczą Szkołę Zawodową. W tym czasie rozpoczęto także kształcenie dla pracujących. W 1961 roku otwarto Technikum Mechaniczne dla Pracujących.
W latach 60. i 70. szkoła we współpracy z zakładami pracy, kształciła: pracowników PKP, elektromonterów, mechaników pojazdów samochodowych, ślusarzów, frezerów i tokarzów. W 1970 roku oddano do użytku nowy budynek warsztatów szkolnych, a w 1971 roku otwarto Technikum Mechaniczne na kierunku budowa maszyn i obróbka skrawaniem.
W roku szkolnym 1973/74 szkoła zmieniła nazwę na Zespół Szkół Zawodowych Nr 2. W 1974 roku szkoła otrzymała nowy obecny dwupiętrowy budynek. W latach 1975–1989 szkoła nosiła imię Przyjaźni Polsko-Radzieckiej. W 1977 roku rozpoczęły działalność: Zasadnicza Szkoła Zawodowa Ochotniczego Hufca Pracy, Średnie Studium Zawodowe (na kierunku drzewnym), Technikum Mechaniczne dla Pracujących (na kierunku naprawa i eksploatacja pojazdów samochodowych) oraz Zasadnicza Szkoła Górnicza. W kolejnych latach kształcono także w zawodach technicznych technik elektryk, technik samochodowy i technik budownictwa.
W 1995 roku utworzono Liceum Techniczne (o profilu mechanicznym i elektronicznym), a w 2002 roku wprowadzono liceum profilowane, nawiązujące do podlaskich tradycji lotniczych i początków szkolnictwa zawodowego w mieście, a szkole nadano imię polskich pilotów, Franciszka Żwirki i Stanisława Wigury. W 2009 roku do Zespołu Szkół Zawodowych Nr 2 włączono Zespół Szkół Zawodowych nr 3 w Białej Podlaskiej.

## Skład zespołu szkół
- Technikum nr 2 – kształci w zawadach: technik budownictwa, technik spawalnictwa, technik elektryk, technik informatyk, technik mechatronik, technik pojazdów samochodowych, technik grafiki i poligrafii cyfrowej, technik robotyk, technik urządzeń i systemów energetyki odnawialnej, technik budowy dróg[4].
- Szkoła Branżowa I stopnia nr 2 – kształci w zawodach: mechanik pojazdów samochodowych, cukiernik, elektromechanik, elektryk, kucharz, fryzjer, kierowca mechanik, lakiernik samochodowy, operator obrabiarek skrawających, murarz - tynkarz, mechanik motocyklowy, ogrodnik, stolarz, ślusarz, krawiec, sprzedawca, monter zabudowy i robót wykończeniowych w budownictwie, monter sieci, instalacji i urządzeń sanitarnych, elektromechanik pojazdów samochodowych[5].
- IV Liceum Ogólnokształcące dla Dorosłych[6].

## Dyrektorzy
- Kazimierz Nowatarski i Władysław Idziaszczyk (1924–1926)
- Wacław Nartowski (1926–1927)
- p. Grys (1927–1930)
- Leon Czerniakow (1930–1939)
- Józef Furman (1944–1949)
- Tadeusz Ignatowicz (1949–1950)
- Alina Sędzimir (1950–1952)
- Jan Turak (1952–1956)
- Romuald Bitner (1957–1970)
- Zdzisław Jobda (1970–1974)
- Stanisław Szwaj (1974–1980)
- Wiesław Siłakiewicz (1980–1991)
- Marek Żelisko (1991–1998)
- Andrzej Radek (p.o. 1998)
- Marian Iwanowski (p.o. 1998–1999)
- Przemysław Olesiejuk (1999–2008)
- Daniel Sikona (2008–2017)
- Ryszard Dołęga (od 2017)

## Kierownicy warsztatów szkolnych
- Stanisław Granżan (1947–1949)
- Stanisław Śnitko (1949–1952)
- Jan Wiórkowski (1952–1955)
- Karol Wildt (1955–1968)
- Kazimierz Pietrasz (1968–1972)
- Zdzisław Komorowski (1972–1977)
- Adolf Goławski (1978–1981)
- Czesław Sidoruk (1981–1989)
- Mieczysław Bancarzewski (1989–1990)
- Mieczysław Marciniak (1990–2005)
- Wiesław Pykacz
- Robert Skóra

## Znani absolwenci
- Piotr Tarkowski